# 陈希同
陈希同（1930年6月10日—2013年6月2日），汉族，四川資陽市安岳縣人，原中国共产党、中华人民共和国政治人物，原副国级领导人。北京大学校友。曾任中共中央政治局委员、中共北京市委书记，国务委员、北京市市长等职务，後在江泽民担任总书记期间被以贪污罪名判刑，是中華人民共和國第一个因腐败问题被落马判刑的中共中央政治局委员。
1995年9月28日，中共十四届五中全会审议并通过了中纪委《关于陈希同同志问题的审查报告》，决定撤销陈希同的中共中央政治局委员、中央委员职务，并建议依照法律程序，罢免其全国人大代表职务，并继续进行审查。1998年7月31日，陈希同被北京市高级人民法院以贪污罪、玩忽职守罪判处有期徒刑16年。
陈希同在任期间参与了89学运的戒严，其在1989年六四天安门事件中的角色充满争议，他在晚年的谈话中表现出忏悔之意，对六四流血事件感到遗憾，但也有谈话记录表示，他一直认为六四本身是暴乱并予以反对。

## 生平

### 早年
1930年，陈希同出生在四川省安岳县。1948年，18岁的陈希同进入北京大学中文系学习，并于同年10月加入中國民主青年同盟。1949年12月加入中国共产党。
北京解放初期，陈希同在基層工作，歷任中共北京市西單地區街道工作組成員，北京市公安局內城二分局十二派出所副所長，北京市公安局內城二分局人事股副股長、文書股股長等。
1952年陳希同調至中共北京市委辦公室任幹事。1953年，被任命為北京市委第二書記劉仁的秘書。當時機關幹部大多人被派往基層掛職，陳希同也被派往北京第一機床廠七車間任黨支部書記，他在這個位置上一幹就是十年，在那裏經歷了“反右”、“大躍進”等一系列運動。1963年，他改任中共北京市昌平縣農工部副部長，不久又升任縣委副書記。1967年，陳希同因曾任劉仁秘書，被下放勞動。
1971年，任中共北京市昌平縣十三陵公社革委會副主任、馬池口公社黨委書記、北京市昌平縣委副書記、縣革委會副主任、昌平縣委書記、縣革委會主任等職。1979年8月，以中共昌平县委书记的身份在人民日报发表了关于真理标准大讨论的署名文章《讨论真理标准问题是重要的一课》。

### 北京市长时期

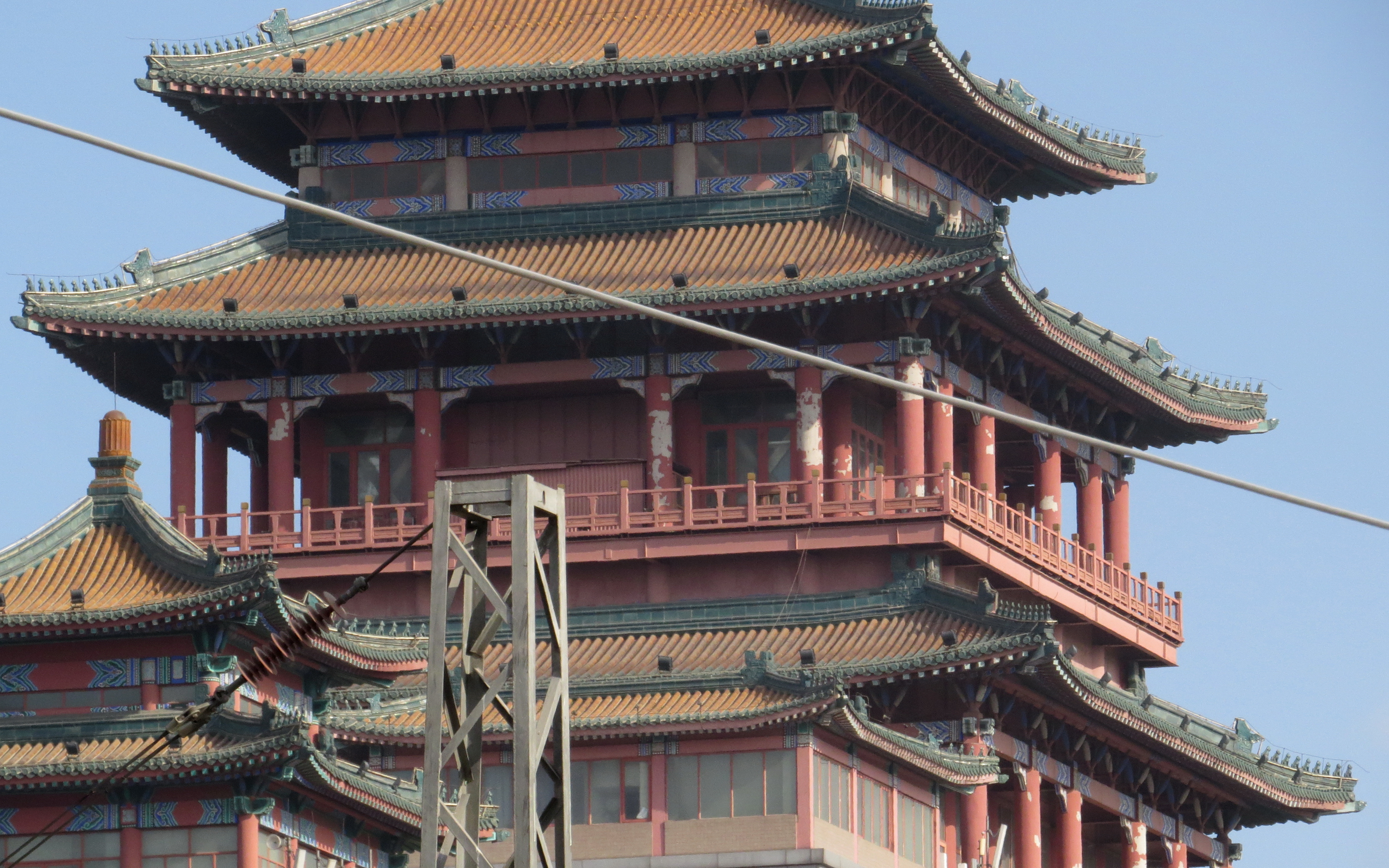
北京西站顶部的亭子被视为陈希同“夺回古都风貌”运动的产物之一

1979年12月，任北京市人民政府副市长。1981年9月，担任中共北京市委常委、市委书记（当时设有第一书记），1983年4月至1993年2月任北京市市长，1984年8月至1987年12月与李锡铭共同担任北京市委书记，1987年12月至1992年12月任北京市委副书记，1988年4月至1993年3月兼任国务委员。1992年10月在中共十四届一中全会上当选为中共中央政治局委员，12月兼任北京市委书记。
1984年，陈希同主持了首都各界人民庆祝中华人民共和国成立35周年大会。
1986年开始，时任北京市市长的陈希同提出“维护古都风貌”口号，1993年更进一步提出“夺回古都风貌”，从而使北京这一时期的包括北京西站在内的诸多建筑都用加盖中式仿古大屋顶来赋予当代建筑以传统元素，此类在陈希同时期加盖仿古元素的建筑一度被称为“夺式建筑”（即“夺回古都风貌”式建筑），这些建筑顶部的亭子在陈希同倒台后也被贬称为“陈希亭”。
他是中共第十二屆、十三屆、十四屆中央委員，第十四屆中央政治局委員。
1989年六四天安门事件期间任北京市市长，曾参与和学生对话，在对话中表示自己的子女是普通工人，自己除工资外没有任何收入。赵紫阳在回忆录《改革历程》中说：“（1989年4月）24日的常委会上把学潮定性为‘有组织、有计划、有预谋的反党反社会主义的政治斗争’，并形成了会议纪要。李鹏、李锡铭、陈希同是领头人”。1989年6月30日，陈希同向全国人大做了《關於制止動亂和平息反革命暴亂的情況報告》，陳希同在晚年解释称报告是由中央委员会起草的，不是他本人起草的，中央让他做报告，他不能不做，他说对于报告他自己一个字也没有参加讨论，一个标点符号也没有改，并称对此报告没有遗憾，并愿意承担责任。
姚监复曾向BBC透露，陈希同表示自己是坚定的共产主义者，反对动乱是他在六四时的基本态度，一直没有改变这个观点。
1990年，北京亚运会在陈希同任市长期间成功举办。
1990年代，陈希同依靠北京建筑业发展分配的施工许可获得了2400万美元，并为许多年轻的女主持人备了许多私人住宅。之后，陈希同涉及金融案件金额达20亿美元。

### 落马倒台
1995年4月27日，陈希同因王宝森自杀引咎辞去北京市委书记职务，由时任中共中央政治局委员、中纪委书记尉健行接任1995年7月4日，中纪委对陈希同的问题进行了审查。8月29日，中纪委以“侵吞贵重物品、腐化堕落、牟取非法利益、严重失职等问题”，决定开除陈希同的党籍，撤销职务，并报中共中央；9月28日，中共十四届五中全会审议并通过了中纪委《关于陈希同同志问题的审查报告》，决定撤销陈希同的中共中央政治局委员、中央委员职务，并建议依照法律程序，罢免其全国人大代表职务，并继续进行审查。1998年2月27日，陈被最高人民检察院依法逮捕。1998年7月31日，陈希同被北京市高级人民法院以贪污罪、玩忽职守罪判处有期徒刑16年。陈希同后因刑期不满而上诉，但在8月20日，最高人民法院终审裁定，驳回陈希同的上诉并维持原判。而在1997年，陈希同之子陈小同因受贿罪被判处12年。陈希同判刑之后不认罪，进行了多年申诉。陳希同关押在秦城监狱期间，他经常发脾气。不過監獄方允許其不穿囚服，陳希同可以随便点菜，可以按自己需要进行室外活动。

### 逝世
2004年陈希同获“保外就医”，住进北京市小汤山疗养院养病，专注于业余摄影，摄得两千多幅汤山风物，吃、喝、住、行一切皆免。2009年4月有消息稱，陳因患末期癌症被送往北京医院高干病房救治，生命依靠药物维持，院方已多次发出病危通知。根据判决书，陈希同将于2013年8月1日正式出狱。
2013年6月2日9点54分，陈希同病故（新華社用词为“病亡”），终年83岁，遗体11日在北京昌平殡仪馆火化。

## 著作
2012年5月前中国农村问题研究员姚監復根据陈希同本人亲叙而撰寫的《陳希同親述：眾口鑠金難鑠真——保外就醫的陳希同2011－2012年談話紀錄》在香港新世纪出版社由赵紫阳秘书鲍彤之子鲍朴负责出版。书中陈希同否认其为六四戒严北京总指挥，有别于《李鵬六四日記》中的陈述，他表示自己的下台实际上是部分中共政治元老们与当时的总理李鹏向赵紫阳发起军事政变后的遮羞布。陈希同说：“我想有机会时，要请问李鹏：什么时候你或者指定过另一个人通知我是北京戒严指挥部的‘正指挥’吗？有正式文件吗？这是什么组织、什么时候由什么人决定和什么人批准的？”陈希同讲，他不是戒严指挥部的正指挥，也不是邓小平能够在决策中起决定性作用的人，因为邓小平有他的渠道。另外，他念的报告，只是让他念。关于贪污问题，陈希同在书中声称他的贪腐案是文革以来最大冤案，最荒唐的错案。他说在（中共高层的）权力斗争中，任何事情都会发生，对手会用一切卑鄙手段去夺取权力。
此外这本书里他说道，虽然“六四”的结果是悲剧，但仍然宣称：“天安门广场死了几千人，是胡说。”并强调“解放军也确实被打死了、烧了，也是一种仇恨。”而且一直认为这件事起因仍然是动乱，并一直反对。
外界指责这本书是陈希同对自己六四罪行的开脱和辩解，对此姚监复表示陈希同确有辩解之意，但陈希同的确不是正指挥。「六四事件」是一场有计划、有组织、有领导、有纲领的反对改革的武装政变，是调动20万正规军队的战争性的军事行动，陈希同不可能指挥动20万大军。
书中还谈到前中共北京市委书记李锡铭对江泽民和李鹏的评价，李锡铭称江泽民是一个大政治骗子、投机分子，并骂李鹏是一个大混蛋。